# Neuseeländische Cricket-Nationalmannschaft in den West Indies in der Saison 2012
Die Tour der neuseeländischen Cricket-Nationalmannschaft in die West Indies in der Saison 2012 fand vom 30. Juni bis zum 6. August 2012 statt. Die internationale Cricket-Tour war Bestandteil der Internationalen Cricket-Saison 2012 und umfasste zwei Tests, fünf ODIs und zwei Twenty20s. Die West Indies gewannen die Test- und die Twenty20-Serie 2–0 und die ODI-Serie 4–1.

## Vorgeschichte
Die West Indies spielten zuvor eine Tour in England, für Neuseeland war es die erste Tour der Saison. Die letzte Tour der beiden Mannschaften gegeneinander fand in der Saison 2008/09 in Neuseeland statt.
Die eröffnenden beiden Twenty20 wurden in den USA ausgetragen um Cricket dort eine Plattform zu bieten. Es war das zweite Mal nach der in der Saison 2010 ausgetragenen Tour zwischen Neuseeland und Sri Lanka das Twenty20 internationals in den USA ausgetragen wurden.

## Stadien
Die folgenden Stadien wurden für die Tour als Austragungsort vorgesehen und am 12. April 2012 festgelegt.
| Stadt       | Land                | Stadion                       | Kapazität | Spiele               |
| ----------- | ------------------- | ----------------------------- | --------- | -------------------- |
| Basseterre  | St. Kitts und Nevis | Warner Park Stadium           | 10.000    | 3. – 5. ODI          |
| Kingston    | Jamaika             | Sabina Park                   | 20.000    | 2. Test; 1. & 2. ODI |
| Lauderhill  | USA                 | Central Broward Regional Park | 20.000    | 1. & 2. T20          |
| North Sound | Antigua und Barbuda | Sir Vivian Richards Stadium   | 20.000    | 1. Test              |

## Kaderlisten
Neuseeland benannte seine Kader am 3. Mai 2012.
West Indies benannte seinen Twenty20-Kader am 25. Juni, seinen ODI-Kader am 1. Juli und den Test-Kader am 23. Juli 2012.
| Test | Test | ODI | ODI | Twenty20 | Twenty20 |
| West Indies | Neuseeland | West Indies | Neuseeland | West Indies | Neuseeland |
| --- | --- | --- | --- | --- | --- |
| - Darren Sammy (K) - Denesh Ramdin (K, wk) - Adrian Barath - Tino Best - Shivnarine Chanderpaul - Narsingh Deonarine - Fidel Edwards - Assad Fudadin - Chris Gayle - Sunil Narine - Kieran Pollard - Ravi Rampaul - Kemar Roach - Andre Russell - Marlon Samuels | - Ross Taylor (K) - Doug Bracewell - Dean Brownlie - Trent Boult - Daniel Flynn - Mark Gillespie - Martin Guptill - Chris Martin - Brendon McCullum - Tarun Nethula - Kruger van Wyk - Daniel Vettori - Neil Wagner - BJ Watling (wk) - Kane Williamson | - Darren Sammy (K) - Tino Best - Dwayne Bravo - Johnson Charles - Chris Gayle - Sunil Narine - Kieron Pollard - Denesh Ramdin (wk) - Ravi Rampaul - Andre Russell - Marlon Samuels - Lendl Simmons - Dwayne Smith - Devon Thomas (wk) | - Ross Taylor (K) - Trent Boult - Doug Bracewell - Dean Brownlie - Andrew Ellis - Daniel Flynn - Martin Guptill - Tom Latham - Nathan McCullum - Kyle Mills - Tarun Nethula - Rob Nicol - Jacob Oram - Tim Southee - BJ Watling (wk) - Kane Williamson | - Darren Sammy (K) - Samuel Badree - Dwayne Bravo - Johnson Charles - Fidel Edwards - Chris Gayle - Sunil Narine - Kieron Pollard - Denesh Ramdin (wk) - Ravi Rampaul - Marlon Samuels - Lendl Simmons - Dwayne Smith | - Ross Taylor (K) - Doug Bracewell - Dean Brownlie - Andrew Ellis - Daniel Flynn - Martin Guptill - Ronnie Hira - Tom Latham - Nathan McCullum - Kyle Mills - Rob Nicol - Jacob Oram - Tim Southee - BJ Watling (wk) - Kane Williamson |

## Twenty20 Internationals

### Erstes Twenty20 in Lauderhill
| 30. Juni Scorecard | Lauderhill | West Indies 209-2 (20)          | – | Neuseeland 153 (18.3) |
|                    |            | West Indies gewinnt mit 56 Runs |   |                       |

### Zweites Twenty20 in Lauderhill
| 1. Juli Scorecard | Lauderhill | West Indies 177-5 (20)          | – | Neuseeland 116 (18.4) |
|                   |            | West Indies gewinnt mit 61 Runs |   |                       |

## One-Day Internationals

### Erstes ODI in Kingston
| 5. Juli Scorecard | Kingston | Neuseeland 190-9 (50)                          | – | West Indies 136-1 (24.2) |
|                   |          | West Indies gewinnt mit 9 Wickets (D/L method) |   |                          |

### Zweites ODI in Kingston
| 7. Juli Scorecard | Kingston | West Indies 315-5 (50)          | – | Neuseeland 260 (47) |
|                   |          | West Indies gewinnt mit 55 Runs |   |                     |

### Drittes ODI in Basseterre
| 11. Juli Scorecard | Basseterre | Neuseeland 249-9 (50)          | – | West Indies 161 (34.4) |
|                    |            | Neuseeland gewinnt mit 88 Runs |   |                        |

### Viertes ODI in Basseterre
| 14. Juli Scorecard | Basseterre | West Indies 264 (49.5)          | – | Neuseeland 240 (49.3) |
|                    |            | West Indies gewinnt mit 24 Runs |   |                       |

### Fünftes ODI in Basseterre
| 16. Juli Scorecard | Basseterre | West Indies 241-9 (50)          | – | Neuseeland 221 (50) |
|                    |            | West Indies gewinnt mit 20 Runs |   |                     |

## Tests

### Erster Test in North Sound
| 25. – 29. Juli Scorecard | North Sound | Neuseeland 351 (129.1) & 272 (105.2) | – | West Indies 522 (163.3) & 102-1 (19.3) |
|                          |             | West Indies gewinnt mit 9 Wickets    |   |                                        |

### Zweiter Test in Kingston
| 2. – 6. August Scorecard | Kingston | Neuseeland 260 (82.5) & 154 (65.2) | – | West Indies 209 (64.3) & 206-5 (63.2) |
|                          |          | West Indies gewinnt mit 5 Wickets  |   |                                       |

## Statistiken
Die folgenden Cricketstatistiken wurden bei dieser Tour erzielt.
| Tests              | Tests       | Tests   | Tests   | Tests   | Tests   | Tests   | Tests   | Tests   |
| Batting            | Batting     | Batting | Batting | Batting | Batting | Batting | Batting | Batting |
| Spieler            | Mannschaft  | Spiele  | Innings | Runs    | Average | HS      | 100s    | 50s     |
| ------------------ | ----------- | ------- | ------- | ------- | ------- | ------- | ------- | ------- |
| Martin Guptill     | Neuseeland  | 2       | 4       | 277     | 69,25   | 97      | 0       | 3       |
| Chris Gayle        | West Indies | 2       | 4       | 230     | 76,77   | 150     | 1       | 1       |
| Marlon Samuels     | West Indies | 2       | 3       | 203     | 67,66   | 123     | 1       | 1       |
| Kieran Powell      | West Indies | 2       | 4       | 180     | 45,00   | 134     | 1       | 0       |
| Brendon McCullum   | Neuseeland  | 2       | 4       | 128     | 32,00   | 84      | 0       | 1       |
| Bowling            |             |         |         |         |         |         |         |         |
| Spieler            | Mannschaft  | Spiele  | Overs   | Wickets | Average | BBI     | 5W      | 10W     |
| Kemar Roach        | West Indies | 2       | 76.3    | 12      | 18,25   | 5/60    | 1       | 0       |
| Sunil Narine       | West Indies | 2       | 123     | 12      | 25,66   | 5/132   | 1       | 0       |
| Doug Bracewell     | Neuseeland  | 2       | 64      | 7       | 29,28   | 3/46    | 0       | 0       |
| Narsingh Deonarine | West Indies | 2       | 41      | 6       | 15,16   | 4/37    | 0       | 0       |
| Tino Best          | West Indies | 1       | 29      | 4       | 21,00   | 2/40    | 0       | 0       |
| Ravi Rampaul       | West Indies | 1       | 40.1    | 4       | 24,00   | 2/44    | 0       | 0       |
| Trent Boult        | Neuseeland  | 1       | 29      | 4       | 26,00   | 3/58    | 0       | 0       |
| Neil Wagner        | Neuseeland  | 2       | 60      | 4       | 52,25   | 2/24    | 0       | 0       |

| ODIs            | ODIs        | ODIs    | ODIs    | ODIs    | ODIs    | ODIs    | ODIs    | ODIs    |
| Batting         | Batting     | Batting | Batting | Batting | Batting | Batting | Batting | Batting |
| Spieler         | Mannschaft  | Spiele  | Innings | Runs    | Average | HS      | 100s    | 50s     |
| --------------- | ----------- | ------- | ------- | ------- | ------- | ------- | ------- | ------- |
| Chris Gayle     | West Indies | 5       | 5       | 220     | 55,00   | 125     | 1       | 1       |
| Marlon Samuels  | West Indies | 5       | 4       | 201     | 67,00   | 101*    | 1       | 0       |
| BJ Watling      | Neuseeland  | 3       | 3       | 172     | 86,00   | 72*     | 0       | 2       |
| Kane Williamson | Neuseeland  | 5       | 5       | 163     | 32,60   | 69      | 0       | 2       |
| Ross Taylor     | Neuseeland  | 2       | 2       | 138     | 69,00   | 110     | 1       | 0       |
| Bowling         |             |         |         |         |         |         |         |         |
| Spieler         | Mannschaft  | Spiele  | Overs   | Wickets | Average | BBI     | 5W      | 10W     |
| Sunil Narine    | West Indies | 5       | 50      | 13      | 11,23   | 5/27    | 1       | 0       |
| Tim Southee     | Neuseeland  | 5       | 42.5    | 10      | 19,60   | 3/37    | 0       | 0       |
| Andre Russell   | West Indies | 5       | 38      | 10      | 22,70   | 4/45    | 0       | 0       |
| Tino Best       | West Indies | 2       | 20      | 6       | 17,33   | 4/46    | 0       | 0       |
| Kyle Mills      | Neuseeland  | 4       | 32      | 5       | 27,80   | 3/40    | 0       | 0       |
| Ravi Rampaul    | West Indies | 3       | 29      | 5       | 30,60   | 3/50    | 0       | 0       |
| Jacob Oram      | Neuseeland  | 4       | 32      | 5       | 33,80   | 3/42    | 0       | 0       |
| Marlon Samuels  | West Indies | 5       | 41      | 5       | 38,60   | 2/46    | 0       | 0       |

| Twenty20s       | Twenty20s   | Twenty20s | Twenty20s | Twenty20s | Twenty20s | Twenty20s | Twenty20s | Twenty20s |
| Batting         | Batting     | Batting   | Batting   | Batting   | Batting   | Batting   | Batting   | Batting   |
| Spieler         | Mannschaft  | Spiele    | Innings   | Runs      | Average   | HS        | 100s      | 50s       |
| --------------- | ----------- | --------- | --------- | --------- | --------- | --------- | --------- | --------- |
| Chris Gayle     | West Indies | 2         | 2         | 138       | 138,00    | 85*       | 0         | 2         |
| Kieron Pollard  | West Indies | 1         | 1         | 63        |           | 63*       | 0         | 1         |
| Johnson Charles | West Indies | 2         | 2         | 60        | 30,00     | 36        | 0         | 0         |
| Rob Nicol       | Neuseeland  | 2         | 2         | 39        | 19,50     | 32        | 0         | 0         |
| Dwayne Bravo    | West Indies | 2         | 1         | 35        |           | 35*       | 0         | 0         |
| Bowling         |             |           |           |           |           |           |           |           |
| Spieler         | Mannschaft  | Spiele    | Overs     | Wickets   | Average   | BBI       | 5W        | 10W       |
| Sunil Narine    | West Indies | 2         | 8         | 7         | 6,57      | 4/12      | 0         | 0         |
| Dwayne Bravo    | West Indies | 2         | 5.4       | 3         | 16,33     | 2/23      | 0         | 0         |
| Marlon Samuels  | West Indies | 2         | 5         | 2         | 19,50     | 2/25      | 0         | 0         |
| Nathan McCullum | Neuseeland  | 2         | 7         | 2         | 24,50     | 2/19      | 0         | 0         |
| Doug Bracewell  | Neuseeland  | 2         | 7         | 2         | 45,00     | 1/43      | 0         | 0         |

## Player of the Series
Als Player of the Series wurden die folgenden Spieler ausgezeichnet.
| Serie | Player of the Series |
| ----- | -------------------- |
| Test  | Kemar Roach          |
| ODI   | Sunil Narine         |
| T20   | Chris Gayle          |

### Player of the Match
Als Player of the Match wurden die folgenden Spieler ausgezeichnet.
| Spiel   | Player of the Match |
| ------- | ------------------- |
| 1. T20  | Chris Gayle         |
| 2. T20  | Sunil Narine        |
| 1. ODI  | Andre Russell       |
| 2. ODI  | Marlon Samuels      |
| 3. ODI  | Rob Nicol           |
| 4. ODI  | Sunil Narine        |
| 5. ODI  | Sunil Narine        |
| 1. Test | Sunil Narine        |
| 2. Test | Marlon Samuels      |